# Fedon (dialog)
Fedon – dzieło filozoficzne Platona, należące do tak zwanych dialogów średnich. Tłumaczenie „Fedona” na język polski opublikował w 1845 roku Felicjan Kozłowski, a w 1925 Władysław Witwicki. Akcja dialogu rozgrywa się w mieście Flius na Północnym Peloponezie. Rozpoczyna się w więzieniu, gdzie Sokrates oczekuje na wykonanie wyroku śmierci. Dialog kończy się opisem śmierci Sokratesa, za jego najważniejszą część należy uznać mowę pożegnalną skierowaną do uczniów, w której filozof przedstawia dowody na nieśmiertelność duszy i swoje poglądy na śmierć.

## Osoby występujące w dialogu
- Sokrates
- Kebes i Simmias – odwiedzili Sokratesa w więzieniu, Tebańczycy, autorzy dialogów filozoficznych. Występują też w „Kritonie” i „Liście Trzynastym”, Simmias wspomniany jest również w „Fajdrosie”.
- Echekrates – jeden z ostatnich przedstawicieli pitagorejczyków, w dialogu próbuje dowiedzieć się od Fedona wszystkiego na temat ostatnich chwil życia Sokratesa.
- Fedon – pochodził z Elidy, Diogenes przypisuje mu stworzenie szkoły filozoficznej, kontynuowanej przez Menedemosa z Erytrei. Pochodził z Flius, był świadkiem śmierci Sokratesa.
- Epizodyczni bohaterowie dialogu: Ksantypa – żona Sokratesa (w scenie więziennej), syn Sokratesa (najprawdopodobniej najmłodszy Maneksenos); inne osoby obecne przy śmierci Sokratesa: Kriton, Apollodoros, Hermogenes, Kritobulos (syn Kritona), Antystenes (twórca szkoły cyników), Euklides (założyciel szkoły megaryjskiej), Epigenes, Aischynes.

## Poglądy Sokratesa dotyczące śmierci
Śmierć według filozofa nie jest niczym innym, jak rozdzieleniem duszy i ciała (podobna definicja zawarta jest w dialogu „Gorgiasz”). Skoro filozof nie powinien przywiązywać zbyt dużej uwagi do spraw ciała, takich jak picie, jedzenie, ubieranie, będzie on miał też inny stosunek do śmierci, niż reszta ludzi, gdyż filozof nie zajmuje się sprawami ciała, tylko sprawami duszy. Dąży on do jak największego odwiązania duszy od ciała, gdyż to co niepokalane - sprawiedliwość, piękno i dobro samo, mogą być poznawalne tylko dla niepokalanego rozumu samego. Sokrates zapewnia Simmiasa i Kebesa, że nie przejmuje się śmiercią, gdyż wierzy, że uda się do ludzi zmarłych, którzy są lepsi niż ci na tym świecie, jak również uda się do bogów mądrych i dobrych (63 c). Sokrates wysuwa też tezę, że osoby, które prawdziwie poświęciły się filozofii, „nie zajmują się niczym innym jak umieraniem i śmiercią.” Jeśli ta teza jest prawdą – nie jest mądrze zacząć lękać się śmierci, jeśli wcześniej czekało się na nią i oswajało z nią całe życie. Sokrates wyraźnie zaznacza, że zwykli ludzie nie rozumieją filozofów i nie rozumieją tym samym, co to znaczy czekać śmierci i być jej godnym.

## Poglądy Sokratesa dotyczące samobójstwa
Samobójstwa, zdaniem Sokratesa, popełniać się nie godzi, ponieważ człowiek jest własnością bogów. Jest ono dopuszczalne tylko wtedy, kiedy bogowie zsyłają taką konieczność. Sokrates konieczności tej nie precyzuje, jego argumentacja dowodzi jednak, że owa konieczność spotkała właśnie jego. Nie chce on, co prawda umierać, ale najważniejsze dla niego jest pozostać w zgodzie z samym sobą. Sokrates powołuje się też na „nauki tajemne,” które głoszą: „my, ludzie, pełnimy służbę na posterunku i nie wolno człowiekowi, ani zwolnić się z niego, ani go opuścić.” Dla Kebesa formułuje jeszcze następujący argument:
1. Człowiek jest własnością bogów
2. Żaden człowiek nie byłby zadowolony, gdyby jakaś jego rzecz dokonała samodestrukcji
3. Bogowie nie pozwalają ludziom popełnić samobójstwa, jeśli nie ześlą takiej konieczności

## Dowody na nieśmiertelność ludzkiej duszy
Platon wkłada w usta Sokratesa trzy dowody na nieśmiertelność duszy:
- Dowód z przeciwieństw (70 c-72 d)

W świecie wszystkie rzeczy powstają ze swoich przeciwieństw np. mniejsze z większego. Bycie żywym i umarłym to są przeciwieństwa, a więc jedno też musi powstać z drugiego, zatem dusze muszą gdzieś istnieć zanim na nowo powstaną do życia. Gdyby procesy nie miały charakteru cyklicznego świat nie podlegałby zmianom i w końcu osiągnąłby stan martwoty.
- Dowód z anamnezy (72 e -77 a)

Istnieje poznanie, np. w filozofii czy matematyce, które nie korzysta z doświadczenia nabytego, co upoważnia nas do wniosku, iż rozum musiał skądś tę wiedzę posiąść. Opis mechanizmu przypominania: 1 – mamy percepcję zmysłową jakiejś rzeczy, 2 – rozpoznajemy ją i przychodzi nam na myśl inna rzecz, 3 – rzecz przypomniana jest przedmiotem naszej wiedzy. Wiedza, która nie została nam przekazana z zewnątrz jest przez Platona utożsamiana z naukami dedukcyjnymi i anamnezą, które dowodzą jego zdaniem nieśmiertelności duszy.
- Dowód z prostoty (78 b – 84 b)

Z natury duszy musi wynikać jej niepodatność na rozproszenie i rozkład. Prostota duszy jest równoznaczna z jej nierozkładalnością. Jeżeli rzecz jest absolutnie prosta to rozpaść się nie może, bo nie istnieją cząstki składowe. Dowód wygląda następująco:
1. Rzecz nierozkładalna jest niezłożona; rzecz niezłożona jest niezmienna; rzecz niezmienna jest niewidzialna (niepoznawalna przez zmysły).
2. Dusza jest niewidzialna i niezmienna; jest też boska.
3. A zatem jest ona nierozkładalna.